# Caso Azul Rojas
El caso Azul Rojas fue un proceso judicial, se refiere a una sentencia histórica de la Corte Interamericana de Derechos Humanos (Corte IDH) que falló a favor de Azul Rojas en su caso contra el Estado peruano por la vulneración de sus derechos por parte de la justicia peruana.

## Hechos
A las 00:25 (hora local) del 25 de febrero de 2008, Azul Rojas Marín, quien regresaba a su domicilio, fue abordada por efectivos de la Policía Nacional del Perú que patrullaban la zona. Tras un intercambio de palabras, los agentes se retiraron, pero a los pocos minutos volvieron, tomaron sus datos, la golpearon, insultaron y la subieron al vehículo policial.
Al llegar a la Comisaría de Casa Grande, en la región La Libertad, Rojas fue desnudada, golpeada, torturada y violentada sexualmente. Los agentes de policía la retuvieron hasta las seis de la mañana y no registraron la detención.

## Investigación y proceso judicial
Dos días después, el 27 de febrero, Azul Rojas denunció los hechos y pasado un mes, la Fiscalía abrió una investigación contra los efectivos de dicha estación policial por el delito contra la libertad sexual en agravio de la denunciante. El 2 de abril, fueron imputados tres agentes por los delitos de violación sexual y abuso de autoridad. A pesar de ser solicitada la inclusión del delito de tortura, la Fiscalía rechazó el pedido.
En enero de 2009, la justicia peruana ordenó el archivo de la causa. La Fiscalía solicitó la reapertura de la investigación, pero diez años después, en 2019, se solicitó la “nulidad de las actuaciones en el proceso seguido”. En agosto de ese año, juez declaró improcedente el pedido de nulidad, pero la Fiscalía apeló esta decisión y fue declarado como inadmisible, por lo que la denuncia agotó la vía penal y el caso fue cerrado.
Tras ver negado su acceso a la justicia, Azul Rojas fue apoyada por organizaciones defensoras de los Derechos LGBT que llevaron el caso a la Corte Interamericana de Derechos Humanos, que admitió la demanda en 2018, al encontrar indicios suficientes para considerar un especial ensañamiento contra una persona LGBT+. La Corte IDH condenó el 12 de marzo de 2020 a la República del Perú por vulnerar los derechos fundamentales de Azul Rojas Marín y ordenó al Estado peruano a una reparación y tratamiento médico y psicológico para Azul Rojas, a seguir con las investigaciones correspondientes para identificar y a sancionar a los responsables. Asimismo, en la sentencia señaló la necesidad de desarrollar una campaña para capacitar y sensibilizar a los peruanos sobre la violencia que se ejerce en contra de la comunidad LGBT.
El fallo de la Corte IDH se consideró histórico al considerar un caso de tortura por discriminación basada en género.

### Ceremonia de reconocimiento

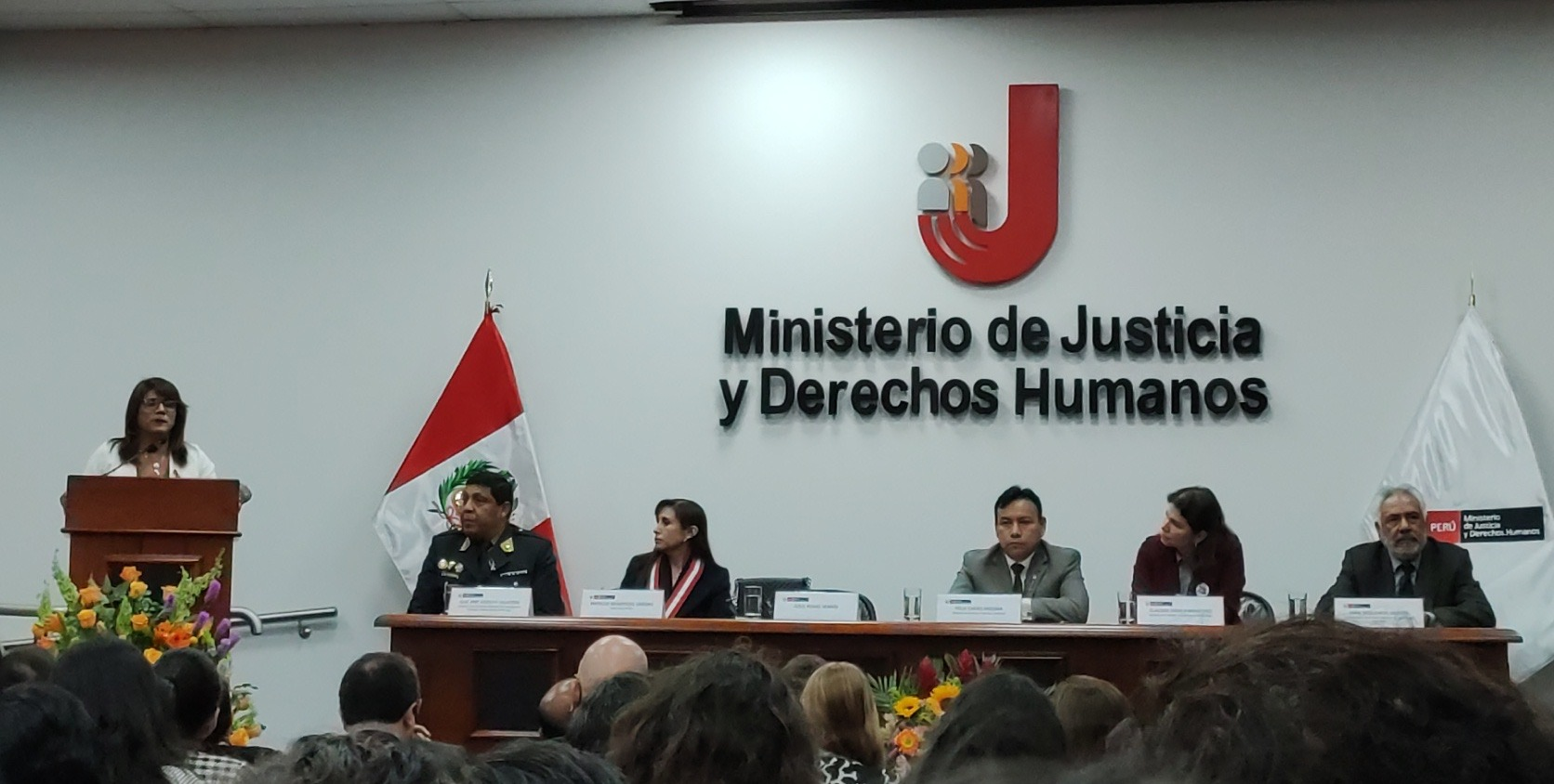
Azul Rojas Marín toma la palabra para dirigirse a las autoridades en el evento de disculpas públicas del Estado peruano hacia ella por haber vulnerado sus derechos.

El 3 de noviembre de 2022, en el Ministerio de Justicia y Derechos Humanos, se dio cumplimiento con una parte de la sentencia de la Corte IDH. Ese día se realizó el acto público de reconocimiento de responsabilidad internacional por parte del Estado peruano en favor de Azul Rojas Marín. La ceremonia contó con la presencia del ministro de Justicia Félix Chero Medina, la ministra de la Mujer Claudia Dávila Moscoso, la Fiscal de la Nación Patricia Benavides Vargas, altos funcionarios del Poder Judicial y representantes del Ministerio del Interior y de la Policía Nacional.
Durante el acto, Azul Rojas encendió una vela en el retrato de su madre, Juana Rosa Tanta Marín, quien fue incluida en la sentencia y que falleció en 2017. A pesar de que el Estado peruano realizó el perdón correspondiente, a esa fecha no había realizado la reparación pecuniaria, ni la atención médica integral que la sentencia ordenaba.